# حماض نبيبي كلوي
الحماض النُّبَيبي الكُلوي (بالإنجليزية: Renal Tubular Acidosis) أو (RTA) هو حالة مرضية تنشأ عن خلل في عملية امتصاص النبيبات للبيكربونات أو خلل في إفراز النبيبات للهيدروجين، ويشمل عدة متلازمات، تتميز كلها بحماض أيضي،.في فسيولوجية الكلى، عندما يتم ترشيح الدم بواسطة الكلى، يمرر المرشح عبر أنابيب الكليون، مما يسمح بتبادل الأملاح، والمعادلات الحمضية، والمذيبات الأخرى قبل أن تصرف في المثانة كبول. قد يحدث الحماض الأيضي الناتج من الحماض النبيبي الكلوي إما بسبب الفشل في إعادة امتصاص أيونات بيكربونات كافية (والتي تكون قلوية) من المرشح في الجزء الأول من الكليون (النبيب القريب) أو عن طريق إفراز كمية غير كافية من أيونات الهيدروجين (التي تكون حمضية). في الأجزاء الأخيرة من الكليون (النبيب البعيد). على الرغم من أن الحماض الأيضي يحدث أيضا في أولئك الذين يعانون من قصور كلوي، فإن مصطلح الحماض النبيبي الكلوي مختص بالأفراد الذين يعانون من سوء التحميض البولي في الكلى الأخرى التي تعمل بشكل جيد. توجد أنواع عديدة مختلفة من الحماض النبيبي الكلوي، والتي تمتلك جميعها متلازمات مختلفة وأسباب مختلفة.
تشير كلمة الحماض إلى التوتر الذي يسببه الحماض النبيبي الكلوي لحدوث فائض من الحمض، مما يقلل من درجة الأس الهيدروجيني في الدم. عندما يكون رقم الأس الهيدروجيني للدم أقل من المعدل الطبيعي (7.35)، يدعى هذا باسم حموضة الدم. الحماض الأيضي الذي يسببه الحماض النبيبي الكلوي هو الحماض الطبيعي لفجوة الأنيون.

## الأنواع
نستعرض نظرة عامة على الأنواع 1 و 2 و 4 أدناه (عادة ما يتم استبعاد النوع 3 من التصنيفات الحديثة):
| النوع               | النوع 1                                                                          | النوع 2                                            | النوع 4                                                                                 |
| ------------------- | -------------------------------------------------------------------------------- | -------------------------------------------------- | --------------------------------------------------------------------------------------- |
| الموقع              | أنابيب الجمع، الأنابيب البعيدة                                                   | الأنابيب القريبة                                   | كظري (مجاور للكية)                                                                      |
| حموضة الدم          | نعم (شديدة جدا)                                                                  | نعم                                                | طفيفة عند وجودها                                                                        |
| البوتاسيوم          | نقص بوتاسيوم الدم                                                                | نقص بوتاسيوم الدم                                  | فرط بوتاسيوم الدم                                                                       |
| الفسيولوجية المرضية | فشل نظام القنوات الجامعة في إفراز أيونات الهيدروجين+ واستعادة أيونات البوتاسيوم+ | فشل النبيبات الكلوية القريبة في إعادة امتصاص HCO3− | نقص الألدوستيرون، أو مقاومة تأثيراته, (نقص الألدوستيرونية أو نقص الألدوستيرونية الكاذب) |

### النوع الأول: الحماض النبيبي الكلوي البعيد

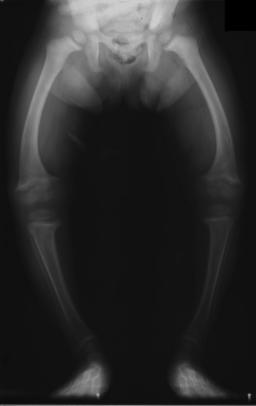
تصوير إشعاعي لطفل مصاب بالكساح، وهو من مضاعفات كل من الحماض النبيبي الكلوي القريب والبعيد.

الحماض النبيبي الكلوي البعيد هو الشكل التقليدي للحماض النبيبي الكلوي، كونه أول نوع تم وصفه. يتميز الحماض النبيبي الكلوي البعيد بفشل إفراز أيونات الهيدروجين H + في تجويف الكليون بواسطة خلايا ألفا المقحمة لقناة التجميع النخاعية للكليون البعيد.
قد يكون هذا الفشل في إفراز الحمض نتيجة للعديد من الأسباب، وهو ما يؤدي إلى عدم القدرة على تحميض البول إلى درجة أس هيدروجيني أقل من 5.3. لأن إفراز الكلى هو الوسيلة الأساسية للتخلص من أيونات الهيدروجين (H +) من الجسم، وبالتالي هناك اتجاه نحو حموضة الدم. توجد عدم قدرة على إفراز (H +) بينماأيونات البوتاسيوم (K +) لا يمكن استعادتها بواسطة الخلية، مما يؤدي إلى حموضة الدم (بسبب تراكم H + في الجسم) و نقص بوتاسيوم الدم (لأن K + لا يمكن إعادة امتصاصها بواسطة خلايا ألفا).
يؤدي ذلك إلى العلامات السريرية للحماض النبيبي الكلوي البعيد؛ وبعبارة أخرى، فإن الساعي السيتوبلازمي القمي للخلايا المقحمة H + / K + يكون غير فعال، مما يؤدي إلى احتباس البروتونات وإفراز البوتاسيوم. بما أن حصوات فوسفات الكالسيوم تظهر ميلا نحو الترسب عند ارتفاع درجة الأس الهيدروجيني(القلوية)، فإن مادة الكلى تكون الحصوات على الجانبين. وهذا ما لا يحدث في الأنواع الأخرى من الحماض النبيبي الكلوي.
- الحماض الأيضي/حموضة الدم ذات فجوة أنيونية طبيعية
- نقص بوتاسيوم الدم، نقص كالسيوم الدم، فرط كلور الدم
- تكوين الحصوات البولية (المتعلقة بالبول القلوي، فرط كالسيوم البول، وانخفاض سترات البول).[3]
- الكُلاس الكلوي (ترسب الكالسيوم في مادة الكلى)
- إزالة معادن العظام (تسبب الكساح عند الأطفال وتلين العظام عند البالغين)
- متلازمة شوغرن

### النوع الثاني: الحماض النبيبي الكلوي القريب
يحدث الحماض النبيبي الكلوي القريب بسبب فشل الخلايا الأنبوبية القريبة في إعادة امتصاص البيكربونات المفلترة من البول، مما يؤدي إلى إهدار بيكربونات البول وبالتالي حموضة الدم. تعمل الخلايا المقحمة البعيدة بشكل طبيعي، لذلك تكون حموضة الدم أقل شدة منها في الحماض النبيبي البعيد ويمكن لخلايا ألفا المقحمة أن تنتج أيونات الهيدروجين(H +) لتحميض البول إلى درجة أس هيدروجيني أقل من 5.3. توجد أيضًا العديد من الأسباب للحماض النبيبي القريب، وقد يحدث أحيانا كخلل منفرد، ولكنه عادة ما يكون مصحوبًا بخلل أكثر عمومية في الخلايا الأنبوبية القريبة يعرف باسم متلازمة فانكوني، والتي يوجد بها أيضًا بيلة فوسفاتية، وبيلة سكرية، وبيلة حمضينية، وبيلة حمض اليوريك، وبول بروتيني أنبوبي.
السمة الأساسية لمتلازمة فانكوني هي إزالة المعادن من العظام (لين العظام أو الكساح) بسبب إهدار الفوسفات.

### النوع الثالث: مزيج من الحماض النبيبي الكلوي البعيد والقريب
في بعض المرضى، يشترك الحماض النبيبي الكلوي في خصائص كل من الحماض النبيبي الكلوي القريب والبعيد. تمت ملاحظة هذا النموذج النادر في الستينيات والسبعينيات كظاهرة مؤقتة عند الرضع والأطفال الذين يعانون من الحماض النبيبي الكلوي البعيد (ربما له علاقة ببعض العوامل الخارجية مثل زيادة تناول الملح) ولم يعد ملاحظ. تمت الإشارة أيضا إلى هذا النوع من الحماض النبيبي باسم الحماض النبيبي الكلوي اليفعي. 

كما لوحظ أيضا الحماض النبيبي المشترك البعيد والقريب كنتيجة لنقص الأنهيدراز الكربوني II الوراثي. تؤدي الطفرات في الجين الذي يرمز لهذا الإنزيم إلى متلازمة جسمية متنحية من تصخر العظم، والحماض النبيبي الكلوي، والتكلس الدماغي، والتخلف العقلي. وهي حالة نادرة جدا وقد تم الإبلاغ عن حالات من جميع أنحاء العالم، من بينها حوالي 70٪ من منطقة المغرب في شمال أفريقيا ، ربما يرجع ذلك إلى ارتفاع معدل انتشار زواج الأقارب هناك. يتم التعامل مع مشاكل الكلى كما هو موضح أعلاه. لا يوجد علاج لتصخر العظام أو التكلس الدماغي.
نادرا ما تتم مناقشة النوع الثالث. تقتصر معظم مقارنات الحماض النبيبي الكلوي على مقارنة الأنواع 1 و 2 و 4.

### النوع الرابع:نقص الألدوستيرونية المطلق أو عدم الحساسية للألدوستيرون

النوع الرابع من الحماض النبيبي الكلوي يرجع إما إلى نقص الألدوستيرون، أو مقاومة تأثيراته.

النوع الرابع من الحماض النبيبي الكلوي ليس في الواقع خللا أنبوبيا على الإطلاق وليست له متلازمة إكلينيكية مشابهة للأنواع الأخرى من الحماض النبيبي الكلوي الموصوفة أعلاه. تم تضمينه في تصنيف الحماض النبيبي الكلوي لأنه يرتبط بحماض أيضي ذو فجوة أنيونية طفيفة (طبيعية) بسبب انخفاض فسيولوجي في إفراز الأمونيوم من النبيبات القريبة (اختلال تكوين الأمونيا)، والذي يكون مترتبا على نقص الألدوستيرون، ويتسبب في نقصان قدرة معادلة البول. السمة الرئيسية له هي فرط بوتاسيوم الدم، وتكون حموضة البول المقاسة طبيعية، ومن هنا غالبا ما يطلق عليه حماض نبيبي كلوي ذو باستيوم دم مرتفع أو فرط بوتاسيوم الدم الأنبوبي.
تتضمن الأسباب:
- نقص الألدوستيرون:الابتدائي مقابل ناقص رينين الدم (بما في ذلك اعتلال الكلية السكري)
- مقاومة الألدوستيرون
- الأدوية: مضادات الالتهاب غير الستيرويدية، ومضادات مستقبلات الأنجيوتينسن،و مثبط الإنزيم المحول للأنجيوتنسين، وإبليرينون، وسبيرونولاكتون، وتريميثوبريم، وبينتاميدين.
- نقص الألدوستيرونية الكاذب

## التاريخ
تم وصف الحماض النبيبي الكلوي لأول مرة في عام 1935 من قبل لايتوود و 1936 من قبل باتلر وآخرون في الأطفال. وصفها بينز وآخرون لأول مرة في البالغين في عام 1945. 
افترض دونالد لويس أن شخصية تيم الصغير، من ترنيمة عيد الميلاد، كانت تعاني من الحماض النبيبي الكلوي. 
توقع الباحثون في «بلوس وان» في عام 2009 أن تشارلز الثاني المعروف بإصابته السيئة في أسبانيا ربما عانى من الحماض النبيبي الكلوي بالمتزامن مع نقص هرمون الغدة النخامية.